# Nicholas John Shackleton
Nicholas John Shackleton (Londra, 23 giugno 1937 – Cambridge, 24 gennaio 2006) è stato un geologo e climatologo britannico, specializzato nel periodo quaternario.

## Biografia
Sir Nicholas Shackleton nacque a Londra nel 1937, in una famiglia che vantava già dei nomi prestigiosi. Suo padre, Robert Millner Shackleton, fu un noto geologo che ricevette numerosi premi. Il suo prestigio era tale che agli inizi degli anni 2000 la Geological Society of Africa (GSAf) creò un premio a suo nome il "GSAf Robert Shackleton Award for Precambrian Research in Africa". La famiglia vantava un altro nome prestigioso, il famoso esploratore Ernest Henry Shackleton, noto soprattutto per la Spedizione Endurance. 
Nicholas Shackleton studiò all'università di Cambridge laureandosi in fisica nel 1961 e ottenendo poi un PH.D. in geochimica nel 1967. Fu uno dei più grandi studiosi di paleoclimatologia e di paleoceanografia insieme a Cesare Emiliani, applicando e ampliando le scoperte originali e geniali di quest'ultimo sulla stratigrafia isotopica dell'ossigeno. Dal 1995 al 2004 fu il direttore della "University’s Godwin Institute of Quaternary Research".

## Premi e riconoscimenti
- 1985 - Nominato membro della Royal Society
- 1987 - Medaglia Lyell
- 1995 - Royal Swedish Academy’s Crafoord Prize
- 1996 - European Geosciences Union
- 1998 - Nominato Baronetto
- 2003 - Nominato membro della European Geosciences Union
- 2003 - Medaglia Royal
- 2004 - Columbia University’s Vetlesen Prize
- 2005 - Premio Blue Planet[5]